# Cesare Tallone
Pour les articles homonymes, voir Tallone.
Cesare Vittore Luigi Tallone (né le 26 août 1853 à Savone, en Ligurie  – mort le 21 juin 1919 à Milan) est un peintre italien.

## Biographie
Seul fils (avec trois sœurs) de Pietro Tallone, de Pignerol, il naquit à Savone où était affecté son père, officier dans l'armée piémontaise. Il le suivit ensuite à Parme en 1860, quand son père fut appelé à diriger le collège militaire royal. Après la mort prématurée de son père (en 1863, à seulement 47 ans), il partit avec sa mère (Teresa Macario) pour Alexandrie, ville où elle était née. 
Attiré tout jeune par les arts figuratifs, il entra à douze ans dans l'atelier de Pierre Sassi, peintre local ; son talent fut très vite reconnu au point que la municipalité d'Alexandrie lui apporta une aide pour qu'il suivît des cours réguliers : la générosité d'un mécène (le comte Peroli) lui permit de s'inscrire à dix-neuf ans à l'Accademia di Brera en novembre 1872. Élève de Giuseppe Bertini et de Raffaele Casnedi, il eut comme compagnons d'études Gaetano Previati, Leonardo Bistolfi, Giovanni Segantini et Angelo Morbelli. En 1873, il fut admis dans la « famille artistique », une association dirigée par Vespasiano Bignami, où se retrouvaient des représentants de la Scapigliatura et des autres courants artistiques de l'époque comme Cremona, Ranzoni, Giuseppe Grandi, Giovanni Segantini, Eugenio Gignous, Emilio Longoni, Angelo Morbelli, Gaetano Previati, et beaucoup d'autres. 
En 1877 eurent lieu ses débuts à l'Exposition annuelle de Brera, où il reçut ses premières récompenses (premier prix en 1879 pour Una pia donzella che difende dalla rapacità di un Goto gli arredi sacri affidati alla sua custodia d'après un thème de l'historien allemand Ferdinand Gregorovius)
En 1880, il alla à Rome, où il rencontra Gemito, Michetti et Antonio Mancini formé à l'école  de Domenico Morelli et Filippo Palizzi et où il travailla intensément. Il participa avec succès à l'Exposition de Rome en 1883 et l'année suivante à celle de Turin. En 1884, il remporta le concours pour la chaire de peinture à l'Accademia Carrara de Bergame, qu'il occupa jusqu'en 1898, quand il passa à Milan, à l'Accademia di Brera, où il enseigna de 1899 jusqu'à sa mort. 
Le 18 avril 1888, il épousa Eleanor Tango, dont il eut neuf enfants : 
- Irene (1889-1905),
- Emilia (1891-1943),
- Teresa (1893-1933),
- Guido (1894-1967), qui devint peintre
- Cesare Augusto (1895-1982),
- Ermanno (1896-1963), dit Chicco, qui devint éditeur d'art
- Alberto (1898-1968), dit Madino, qui devint éditeur à Paris (Dante, Petrarque, Boccace, Catulle, Shakespeare, ...).
- Vincenzina (1899-1912),
- Giuditta (1904-1997)
- et ils perdirent un fils, prématuré, en 1892

Alors qu'il était encore étudiant, Cesare Tallone avait eu de Paola Bellati deux enfants : Enea et Mary, en 1876 et 1879). 
Le domaine où il s'exprimait le mieux était le portrait. Ses portraits étaient très demandés, et même par la famille royale : il en exécuta plusieurs, représentant le roi Umberto et la reine Margherita. 
Giuseppe Pellizza da Volpedo s'inscrivit à ses cours à Carrara. Du fait que l'Accademia Carrara était interdite aux femmes, Tallone ouvrit une école pour elles au palais Suardi, où il habitait. En 1897, il exposa à la Biennale de Venise un portrait de sa fille Irene, qui fut acheté par la Galleria d'Arte Moderna à Rome. 
En 1898 mourut Giuseppe Bertini, son ancien professeur de Brera, et Tallone fut appelé pour le remplacer en 1899. Revenu à Milan, il eut parmi ses élèves Bonzagni, Carrà, Funi, Sant'Elia, Boccioni, Carpi, Dudreville, Tosi, Bucci, Sironi. 
Il alla habiter dans la via Crocerossa où il avait son atelier. Il connut Margherita Sarfatti, Ada Negri, Sibilla Aleramo, Filippo Tommaso Marinetti, Gabriele D'Annunzio. 
À l'approche de la Première Guerre mondiale la santé commença à lui faire défaut, et à sa condition physique précaire s'ajouta la douleur de voir partir pour le front ses quatre fils et bien des élèves de l'Accademia. Il continua à travailler, et même avec de bons résultats, mais son état ayant empiré à la fin de mars 1919 il dut quitter l'enseignement. Il mourut à l'hôpital Fatebenefratelli en juin de cette même année.

## Œuvre

### Sujets religieux
- Una pia donzella che difende dalla rapacità di un Goto gli arredi sacri affidati alla sua custodia, (jeune fille pieuse défendant les objets du culte confiés à sa garde  contre la rapacité d’un Goth) (1879) premier prix de peinture,  académie de Brera
- Una vittoria del cristianesimo ai tempi di Alarico (Une victoire du christianisme à l’époque d’Alaric), Exposition nationale des beaux-arts de Rome de 1883.

### Portraits
- Période romaine :  Ciociara, La zingara, Pastorella, figures d’enfant comme Pagliaccetto, ...
- Portrait de Ettore Baldini, Milan, Pinacothèque de Brera
- Ritratto di signora 1894 - collezione Antico Fratta
- I due cugini (1885-1886) Piacenza, Galleria d'Arte Moderna Ricci Oddi
- Ritratto femminile (1899), huile sur toile  66,5 cm × 57 cm, collection privée
- Ritratto di Ellade Crespi Colombo (1900), Milan, Ospedale Maggiore;
- Ritratto di Lina Cavalieri (1905 ca), huile sur toile, 95 cm × 70 cm, Milan, collection Campari
- Ritratto della signora Ester de Amorim  huile sur toile, Museo Delle Raccolte Frugone, Gênes
- Amilcare Ponchielli, Museo donizettiano, Bergame

### Paysages
- Lago di Lovere, collection privée;
- Marina (1885 ca), huile sur toile, 24,5 cm × 42,5 cm, Museo Civico di Belle Arti, Lugano (Suisse);
- Giardino (1890-1900 ca), huile sur toile,  45,8 cm × 30,5 cm, Museo Civico di Belle Arti, Lugano (Suisse)

### Galerie d'œuvres

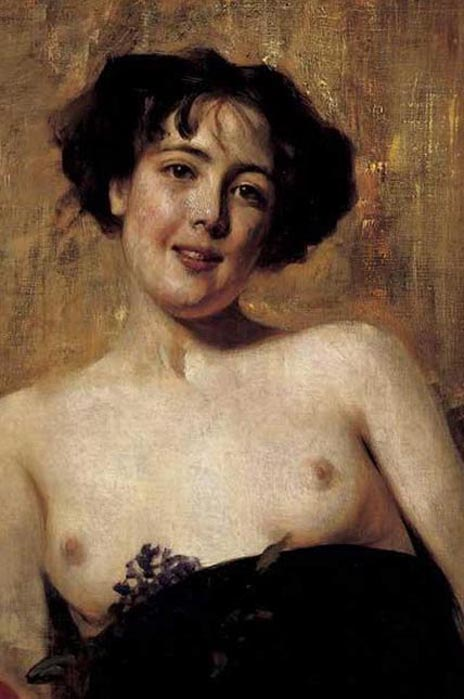
Une jeune femme.
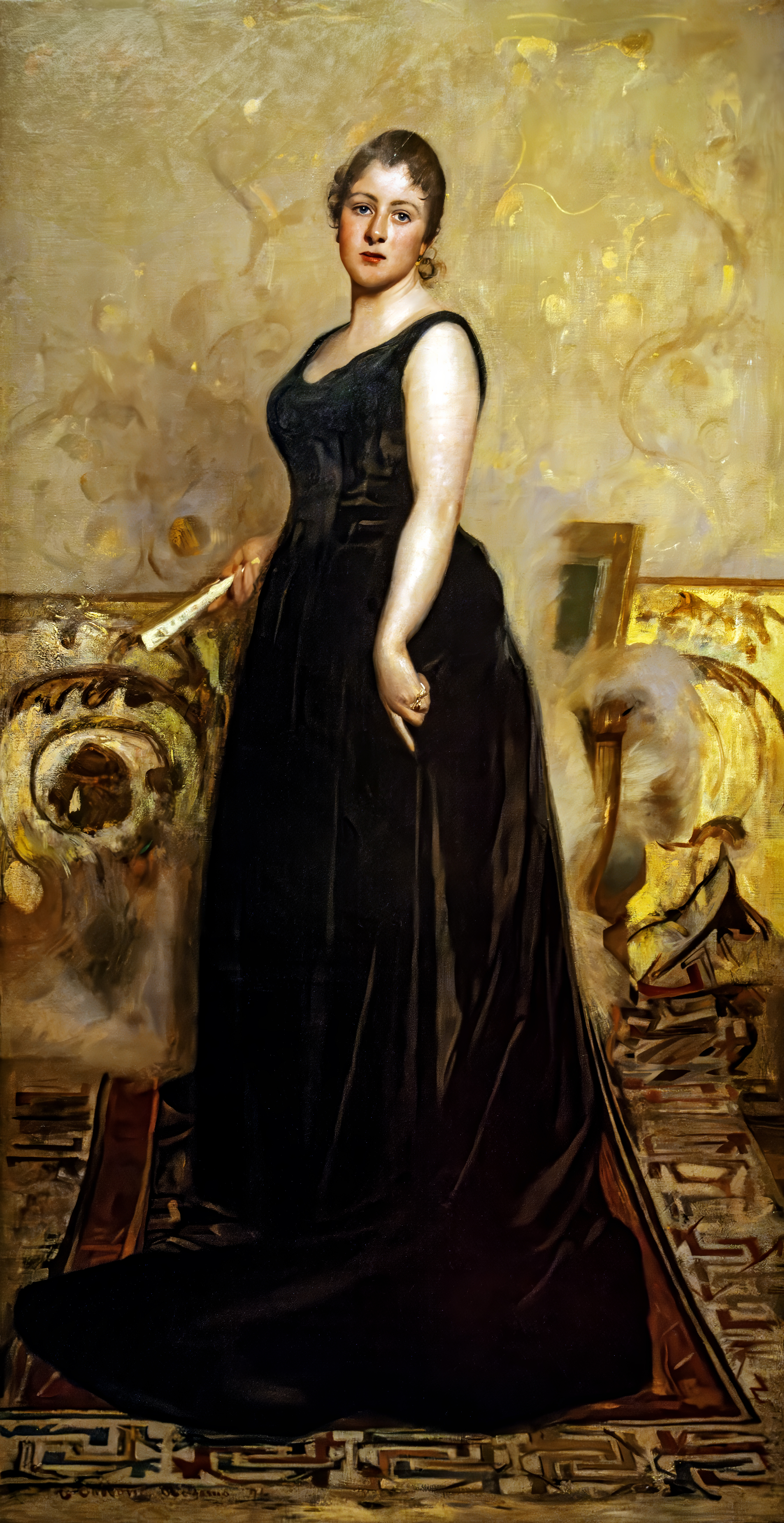
Portrait de dame, 1894.
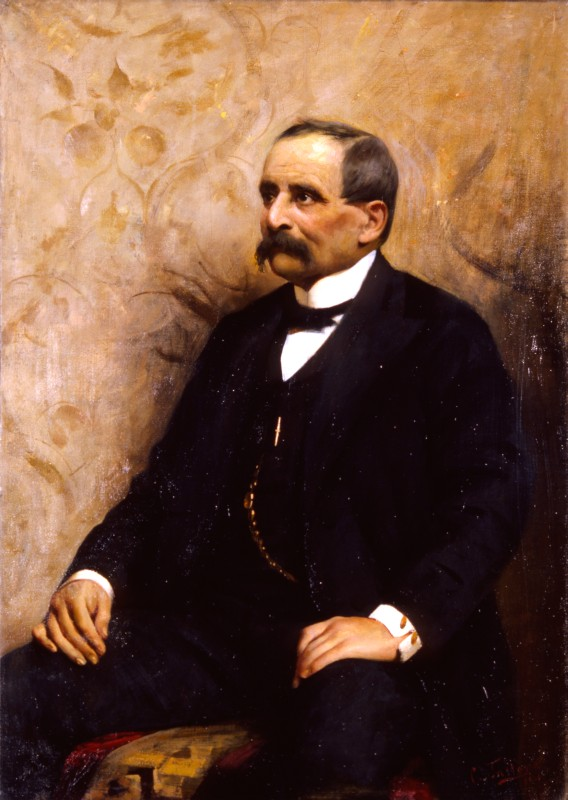
Portrait du Comte Aldo Annoni, 1901.
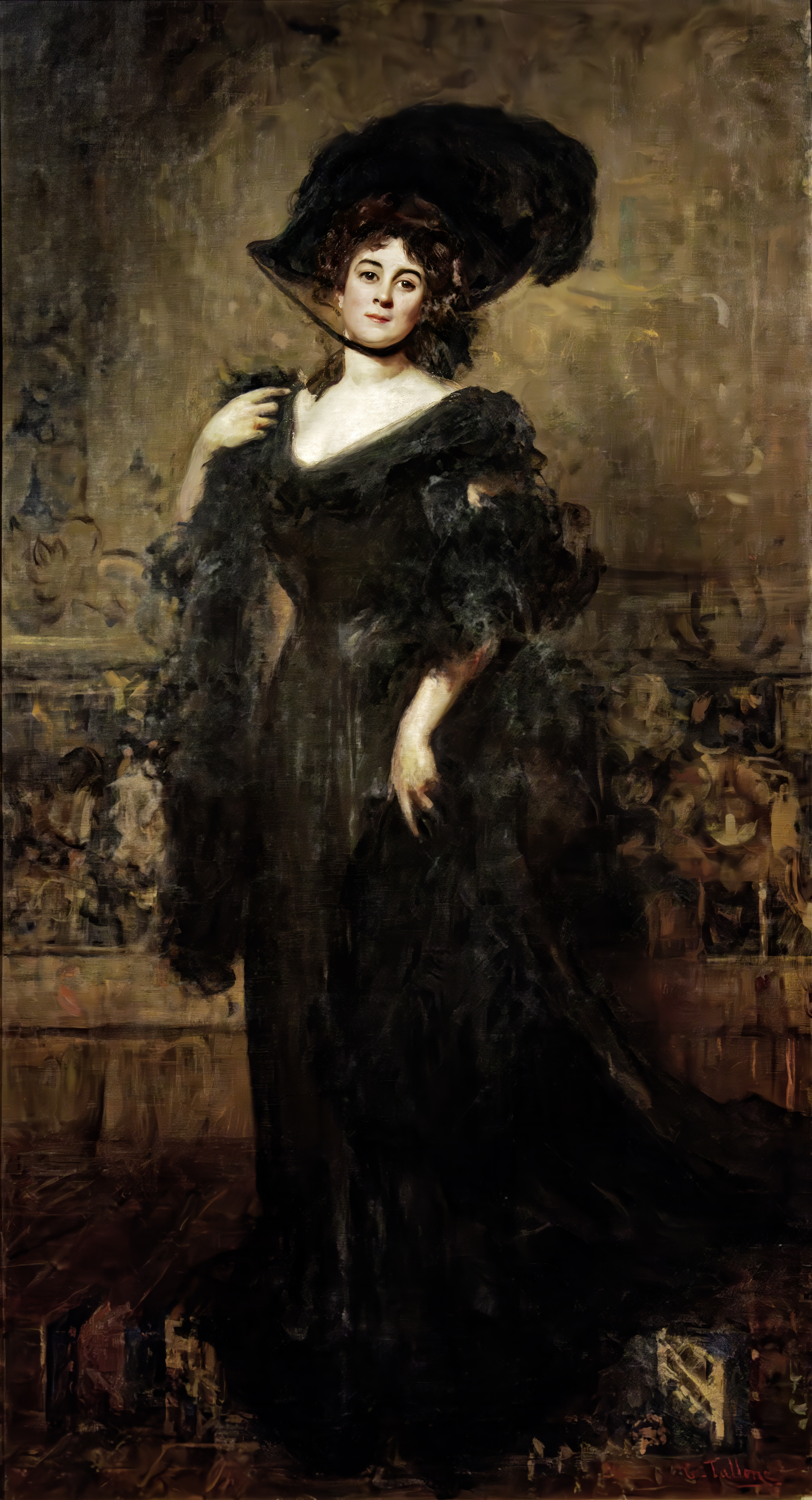
Portrait de Mme Ester de Amorim, vers 1906.
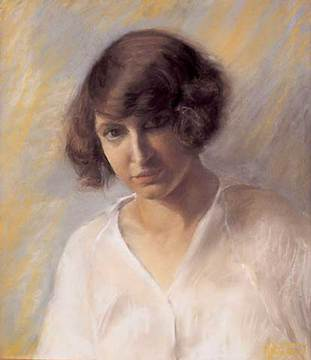
Portrait d'une jeune femme, 1910.
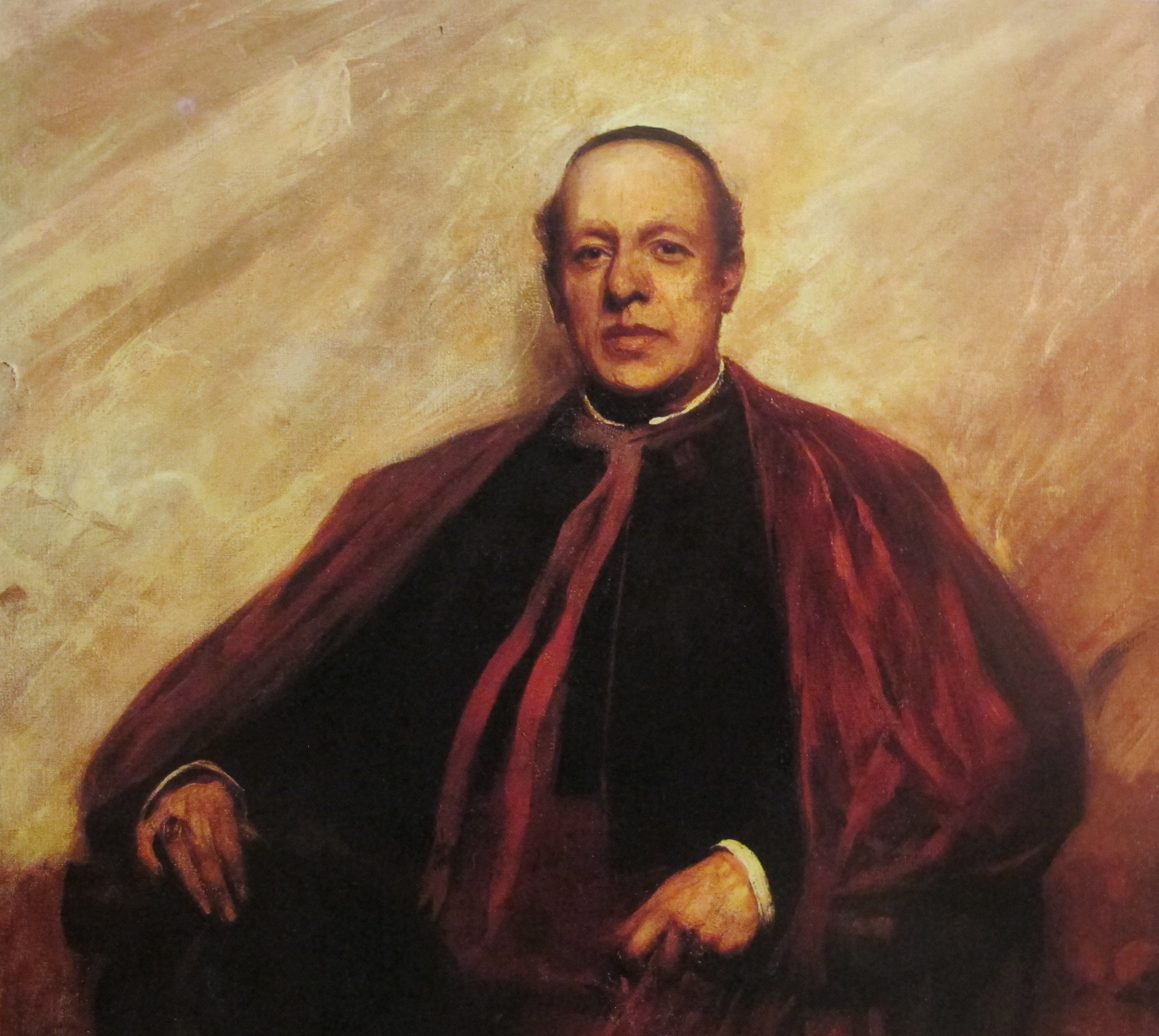
Portrait de  Carlo Brera, 1912.
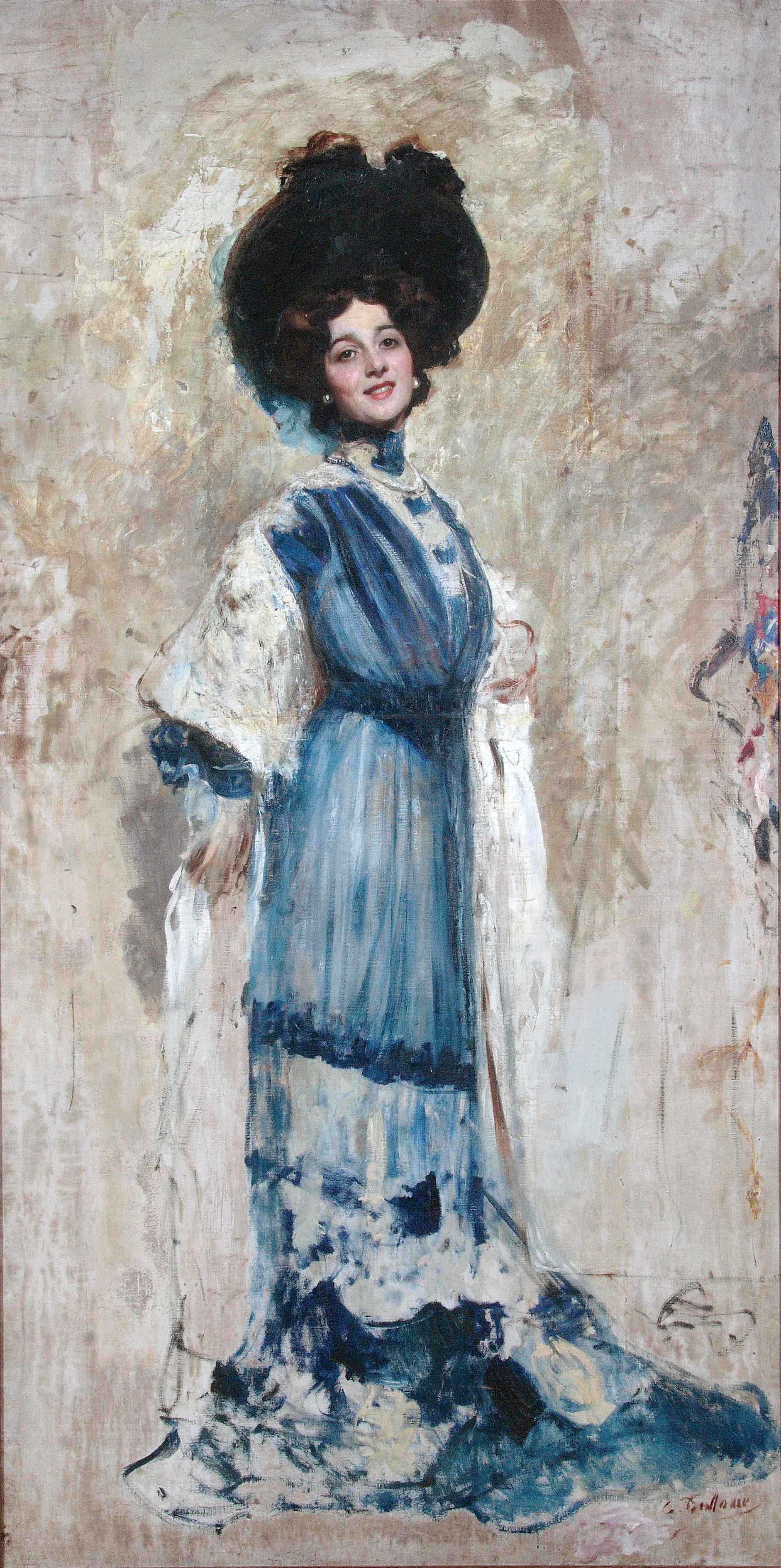
Lina Cavalieri

## Expositions de son vivant
- Exposition de la Società Permanente di Belle Arti de Milan en 1886,
- Exposition universelle de Paris en 1889,
- Esposizione Internazionale de Venise en 1897,
- l’Esposizione Generale Italiana de Turin en 1898.
- En 1909, 14 œuvres à l'VIIIe Exposition internationale de Venise

## Expositions posthumes
- Un altro Ottocento. Gusto e cultura in una quadreria oltrepadana, Piacenza - du 3 décembre 2005 au 25 juin 2006, Galerie d'Art moderne - catalogue Skira
- Un des peintres exposés également, du 28 octobre 2007 au  30 mars 2008, Collezioni in dialogo. Da Vincenzo Vela a Cuno Amiet,  à Lugano au MDAM.
- Rétrospective Tallone à Bellinzone (Suisse), du 15 mars au 15 juin 2008, au Museo Villa dei Cedri

## Élèves
- Gian Emilio Malerba